# Aquilegia longissima
Aquilegia longissima là một loài thực vật có hoa trong họ Mao lương. Loài này được A.Gray ex S.Watson mô tả khoa học đầu tiên năm 1882.

## Hình ảnh

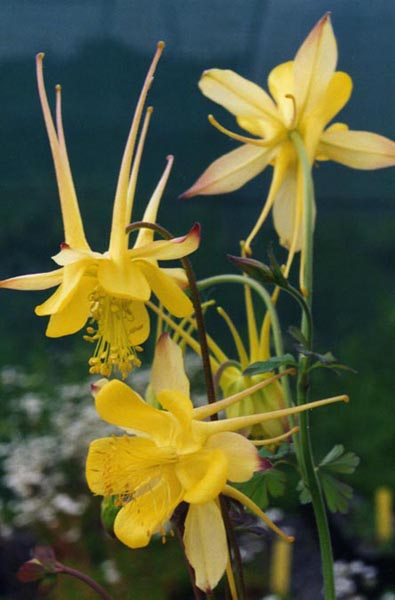